# Grismadox baueri
Grismadox baueri (лат.) — вид мирмекоморфных пауков рода Grismadox из семейства Corinnidae (Castianeirinae). Видовой эпитет дан в честь немецкого арахнолога Тобиаса Бауэра (Tobias Bauer) из Staatliches Museum für Naturkunde (Карлсруэ, Германия) за содействие в предоставлении голотипа этого вида и за помощь первому автору.

## Распространение
Южная Америка: Боливия.

## Описание
Мелкий паук, длина около 3 мм. Отличается от близких видов следующими признаками: тазики IV у самца светлые (против темных у других видов); шипы голени I 2-2 (против 3-2 или 3-3); боковые передние края карапакса гладкие (против квадратных); эмболус с пятью витками (против трех — четырех с половиной), вершина острая (против заостренных или тупых); дорсальный ретролатеральный голенный апофиз (dRTA) выступает в более широком месте на вентральном виде (против более близкого к пальпам у других); значительно меньший размер, чем у взрослых самцов других видов (3,17 мм против 4,5—5,8); слабое сужение брюшка (против явного сужения). Вид был впервые описан в 2022 году зоологом Броганом Петтом (Brogan Loise Pett; Бельгия, Великобритания) и соавторами.